# Eucalyptus quaerenda
Eucalyptus quaerenda ist eine Pflanzenart innerhalb der Familie der Myrtengewächse (Myrtaceae). Sie kommt im südwestlichen Western Australia vor.

## Beschreibung

### Erscheinungsbild und Blatt
Eucalyptus quaerenda wächst in der Wuchsform der Mallee-Eukalypten, dies ist eine Wuchsform, die mehr strauchförmig als baumförmig ist, es sind meist mehrere Stämme vorhanden, die einen Lignotuber ausbilden; es werden Wuchshöhen von meist 1 bis 4 Meter erreicht. Die Borke ist am gesamten Exemplar glatt und gefleckt hellgrau, hellbraun, rosa-grau oder weißlich. An den unteren Teilen des Stammes sind manchmal Bänder vorhanden. Die kleinen Zweige besitzen keine Öldrüsen im Mark. Junge Exemplare besitzen im Querschnitt runde Stämme.
Bei Eucalyptus quaerenda liegt Heterophyllie vor. Die Laubblätter sind immer wechselständig angeordnet. Die höchstens kurz gestielten Laubblätter an jungen Exemplaren besitzen eine 4,5 bis 8 cm lange und 0,3 bis 0,6 cm breite Blattspreite. Die untersten Jugendblätter sind matt bläulich-grün und die oberen glänzend grün. Der Blattstiel an erwachsenen Exemplaren ist 2 bis 5 mm lang. Die auf Ober- und Unterseite gleichfarbig zunächst matt blaugrünen, später glänzend grünen Blattspreiten an erwachsenen Exemplaren sind aufrecht, bei einer Länge von 2,5 bis 9,0 cm lang und einer Breite von 0,4 bis 0,7 cm linealisch, ganzrandig, mit sich verjüngender Spreitenbasis und spitzem oberen Ende. Die kaum sichtbaren Seitennerven gehen in stumpfem Winkel in kleinen bis mittleren Abständen vom Mittelnerv ab. Öldrüsen sind in den Interkostalfeldern mehr oder weniger gerundet.

### Blütenstand und Blüte
Der seitenständig über einem 1 bis 6 mm langen Blütenstandsschaft stehende einfache, doldige Blütenstand enthält etwa sieben Blüten.
Die gestielten Blüten sind zwittrig, radiärsymmetrisch mit doppelter Blütenhülle. Die Blütenknospen sind eiförmig. Die Kelchblätter bilden eine gerundete bis konische „Calyptra“ oder „Operculum“. Die Blüten sind cremeweiß. Die vielen Staubblätter sind in der Blütenknospe nach innen gebogen. Die dorsifixen länglichen bis nierenförmigen Staubbeutel öffnen sich mit einem kurzen, seitlichen Schlitz. Drei Fruchtblätter sind zu einem dreikammerigen Fruchtknoten verwachsen. Jede Plazenta besitzt vier Reihen mit Samenanlagen. Der lange, gerade Griffel endet in einer mehr oder weniger stumpfen Narbe.

### Frucht und Samen
Die gestielte oder mehr oder weniger sitzende Frucht ist bei einem Durchmesser von 5 bis 7, selten bis 8 mm breit und flach becherförmig bis verkehrt-konisch oder abgeflacht kugelig und oft unterhalb des Randes auf dem Niveau des Diskus angeschwollen. Der Diskus ist normalerweise eben oder manchmal schief. Die drei Fruchtfächer stehen auf dem Niveau des Randes. Die lohfarbenen Samen sind bei einer Länge von 1,0 bis 2,5 mm abgeflacht eiförmig mit mehr oder weniger glatter Oberseite, manchmal etwas gefurchter Oberfläche und einem Hilum auf der Unterseite.

## Vorkommen
Das natürliche Verbreitungsgebiet von Eucalyptus quaerenda liegt nur in Western Australia, hauptsächlich in den selbständigen Verwaltungsgebieten Kent, Kojonup, Lake Grace und Ravensthorpe in den Regionen Goldfields-Esperance, Great Southern und Wheatbelt.
In Western Australia gedeiht Eucalyptus quaerenda auf weißen Sand, Lehm oder manchmal salzhaltigen Böden, oft in Ebenen oder auf Sandhügeln.

## Taxonomie
Die Erstbeschreibung erfolgte 1992 durch Lawrence Alexander Sidney Johnson und Kenneth D. Hill unter dem Namen (Basionym) Eucalyptus angustissima subsp. quaerenda L.A.S. Johnson & K.D.Hill im Artikel Systematic studies in the eucalypts –5. New taxa and combinations in Eucalyptus (Myrtaceae) in Western Australia in Telopea, Volume 4, Issue 4, S. 597 als Unterart von Eucalyptus angustissima. Das Typusmaterial weist die Beschriftung “WESTERN AUSTRALIA: 100 metres S of the south shore of Lake Chinocup. K. D. Hill 2460, L. A. S. Johnson & D. F. Blaxell, 13 Nov. 1986 (holo NSW, iso CANB, CBG, MEL, PERTH.)” auf. Margaret Mary Byrne gab ihr 2004 den Rang einer Art Eucalyptus quaerenda (L.A.S.Johnson & K.D.Hill) Byrne unter dem Titel Recognition of Eucalyptus quaerenda (Myrtaceae) at specific rank in Nuytsia, Volume 15, Issue 2, S. 321–323, Fig. 1. Das Artepitheton quaerenda ist vom lateinischen Wort quaerendus für “muß gesucht werden” abgeleitet und bezieht sich auf die frühen Versuche, diese Pflanzenart zu finden.